# Ecuație de gradul al doilea
În matematică, ecuația algebrică de gradul al doilea este o ecuație polinomială de gradul doi.
Gradul ecuației este dat de gradul polinomului, iar soluțiile ecuației algebrice sunt numite rădăcini. Ecuația de gradul doi se numește și ecuație pătratică., 
Un tip de ecuație asemănător celei de gradul doi este cea de gradul patru cu termenii de grad impar lipsă, denumită ecuație bipătratică.
Când apare mai mult de o variabilă ecuația se obține prin egalarea cu zero a unei forme pătratice. Din punct de vedere geometric ecuațiile de această formă sunt asociate curbelor plane numite conice.

## Forma generală
Forma generală a ecuației de gradul doi este:
{\displaystyle ax^{2}+bx+c=0\,\!}
unde: x este variabila, iar a, b, și c constantele (a ≠ 0).
Dacă constanta a = 0, atunci ecuația devine o ecuație liniară.
Constantele a, b, și c sunt denumite astfel:
a, coeficientul termenului pătratic
b, coeficient termenului liniar
c, termen constant sau termen liber

## Forma canonică
Împărțind ecuația inițială prin a, rezultă:
{\displaystyle x^{2}+{\frac {b}{a}}x+{\frac {c}{a}}=0\,\!}
În această ecuație echivalentă, dacă se notează: {\displaystyle {\frac {b}{a}}=p\,\!} și {\displaystyle {\frac {c}{a}}=q,\,\!} se obține forma canonică sau forma normală a ecuației de gradul doi: 
{\displaystyle x^{2}+px+q=0\,\!} (ecuația este completă sub forma canonică)

## Cazuri particulare
- ecuație incompletă pur pătratică : {\displaystyle x^{2}+q=0\,\!}
- ecuație incompletă fără termen liber : {\displaystyle x^{2}+px=0\,\!}
- ecuație incompletă pur pătratică fără termen liber : {\displaystyle x^{2}=0\,\!}

## Soluțiile ecuației
Orice ecuație polinomială de gradul al doilea are două soluții sau rădăcini, reale sau complexe. Ele se pot  exprima printr-o egalitate de forma:
{\displaystyle x_{1,2}={\frac {-b\pm {\sqrt {b^{2}-4ac}}}{2a}}}
Această egalitate se obține prin aducerea expresiei algebrice de gradul doi la forma unui pătrat perfect al unui binom. Formula rezolvării ecuației de gradul doi datează, în forma actuală, din 1544 prin contribuția lui Michael Stifel și își are originea în lucrările lui Brahmagupta și Sridhara. 
Expresia de sub radical se numește discriminant și este notată de obicei cu {\displaystyle \Delta } și are rolul de a evidenția natura numerelor rădăcini ale trinomului, dacă sunt reale sau complexe. Dacă {\displaystyle \Delta >0}, cele două rădăcini sunt reale și diferite. Dacă {\displaystyle \Delta =0} cele două rădăcini sunt reale și confundate (egale între ele). Dacă {\displaystyle \Delta <0} cele două rădăcini sunt complexe conjugate.

## Relațiile lui Viète
Coeficienții trinomului de gradul al doilea se formează pe baza rădăcinilor binoamelor de gradul întâi care apar în factorizarea trinomului.
Cu notațiile 
{\displaystyle S=x_{1}+x_{2}=-{\frac {b}{a}}}
{\displaystyle P=x_{1}\cdot x_{2}={\frac {c}{a}}}
ecuația de gradul al doilea se poate rescrie ca {\displaystyle x^{2}-Sx+P=0.} după o împărțire prealabilă a ecuației inițiale cu coeficientul termenului pătratic {\displaystyle (ax^{2}+bx+c=0)} a. Forma rescrierii apare din produsul binoamelor de gradul întâi.

## Alte expresii în care sunt rădăcinile
Se pot obține diverse expresii algebrice utilizând relațiile lui Viète:
{\displaystyle {\frac {1}{x_{1}}}+{\frac {1}{x_{2}}}={\frac {x_{2}}{x_{1}\cdot x_{2}}}+{\frac {x_{1}}{x_{1}\cdot x_{2}}}={\frac {x_{1}+x_{2}}{x_{1}\cdot x_{2}}}={\frac {S}{P}}}
{\displaystyle x_{1}^{2}+x_{2}^{2}=(x_{1}+x_{2})^{2}-2\cdot x_{1}\cdot x_{2}=S^{2}-2P}
{\displaystyle {\frac {x_{1}}{x_{2}}}+{\frac {x_{2}}{x_{1}}}={\frac {x_{1}^{2}}{x_{1}\cdot x_{2}}}+{\frac {x_{2}^{2}}{x_{1}\cdot x_{2}}}={\frac {S^{2}-2P}{P}}}
{\displaystyle {\frac {1}{x_{1}^{2}}}+{\frac {1}{x_{2}^{2}}}={\frac {x_{2}^{2}}{x_{1}^{2}\cdot x_{2}^{2}}}+{\frac {x_{1}^{2}}{x_{1}^{2}\cdot x_{2}^{2}}}={\frac {x_{1}^{2}+x_{2}^{2}}{(x_{1}\cdot x_{2})^{2}}}={\frac {S^{2}-2P}{P^{2}}}}
{\displaystyle {\bigg (}{\frac {1}{x_{1}^{2}}}-{\frac {1}{x_{2}^{2}}}{\bigg )}^{2}={\bigg (}{\frac {1}{x_{1}}}{\bigg )}^{2}+{\bigg (}{\frac {1}{x_{2}}}{\bigg )}^{2}-2\cdot {\frac {1}{x_{1}}}\cdot {\frac {1}{x_{2}}}={\frac {1}{x_{1}^{2}}}+{\frac {1}{x_{2}^{2}}}-{\frac {2}{x_{1}\cdot x_{2}}}={\frac {S^{2}-2P}{P^{2}}}-{\frac {2}{P}}={\frac {S^{2}-4P}{P^{2}}}}
{\displaystyle x_{1}^{3}+x_{2}^{3}=(x_{1}+x_{2})\cdot (x_{1}^{2}-x_{1}\cdot x_{2}+x_{2}^{2})=S(S^{2}-3P)=S^{3}-3SP}
unde {\displaystyle S={\frac {-b}{a}}} iar {\displaystyle P={\frac {c}{a}}}